# Сусеон
Сусеон (швед. Suseån) — мала річка на півдні Швеції, у лені Галланд. Довжина річки становить 52 км, площа басейну  — 200 км², середня річна витрата води — 7,4 м³/с, мінімальна витрата води на день — 0,2 м³/с. На річці побудовано 4 ГЕС малої потужності.

## Географія
Річка Сусеон бере початок від злиття двох річок — Мусторпсон (швед. Mostorpsån) і Сліссон (швед. Slissån), впадає у протоку Каттегат на 8 км південніше гирла річки Етран. Довжина річки Сусеон від злиття Мусторпсон і Сліссон становить 20 км. Якщо розглядати Мусторпсон частиною Сусеон, довжина річки становить 52 км. Територія річкового басейну зайнята переважно лісами й сільськогосподарськими угіддями, що займають 54 % й 26 % території відповідно. Озера займають лише 1 % території басейну.
У річку на відстань до 34 км і у її притоку Сліссон на відстань до 35 км до греблі у селі Квібілль (швед. Kvibille) на нерест заходить лосось. На ГЕС, побудованих на річці, є рибопропускні споруди. Перешкодою для міграції риби може стати низький рівень води у посушливий сезон.
Вода річки використовується для зрошення.

## ГЕС
На річці побудовано 4 ГЕС загальною встановленою потужністю 0,76 МВт та з середнім річним виробництвом близько 3,6 млн кВт·год.